# Heybridge (Tasmanien)
Heybridge ist ein kleiner Ort mit knapp 300 Einwohnern an der Nordwest-Küste von Tasmanien an der Mündung des Blythe River, in der Nähe der Stadt Burnie. Heybridge liegt zwischen den Orten Sulphur Creek und Chasm Creek an der Bass Highway. Heybridge liegt in der Central Coast Municipality.